# París-Saint-Étienne
Paris-Saint-Étienne fue una carrera ciclista francesa disputada de 1921 a 1939 y de 1949 a 1952 entre Paris y Saint-Étienne. 
En 1962, la carrera París-Niza, fue renombrada Paris-Saint-Étienne-Nice, y tuvo lugar una clasificación general entre Paris-Saint-Étienne, ganada por Jozef Planckaert.

## Palmarés
| Año  | Vencedor             | Segundo               | Tercero               |
| ---- | -------------------- | --------------------- | --------------------- |
| 1921 | Honoré Barthélémy    | Henri Pélissier       | Marcel Huot           |
| 1922 | Jean Rossius         | Théophile Beeckman    | Marcel Godard         |
| 1923 | Robert Jacquinot     | Jean Hilarion         | Maurice Ville         |
| 1926 | Maurice Van Hyfte    | Maurice De Waele      | Joseph Normand        |
| 1933 | Roger Lapébie        | Joseph Soffietti      | Frans Bonduel         |
| 1934 | Roger Lapébie        | Charles Pélissier     | Antonin Magne         |
| 1935 | Roger Lapébie        | Charles Pélissier     | Yves Le Goff          |
| 1936 | Jules Rossi          | Raoul Lesueur         | Cyriel Van Overberghe |
| 1937 | Pierre Cloarec       | Hubert Deltour        | Émile Gamard          |
| 1938 | Theo Pirmez          | Frans Bonduel         | Albertin Disseaux     |
| 1939 | Fernand Mithouard    | Cyriel Van Overberghe | Lucien Storme         |
| 1949 | Maurice Desimpelaere | Maurice Diot          | Karel De Baere        |
| 1950 | Daniel Thuayre       | Robert Desbats        | Camille Danguillaume  |
| 1951 | Attilio Redolfi      | Jean Gueguen          | Jean Breuer           |
| 1952 | Marcel Hendrickx     | Alain Moineau         | Robert Bonnaventure   |
| 1962 | Jozef Planckaert     | Tom Simpson           | Raymond Poulidor      |